# Daltonbende

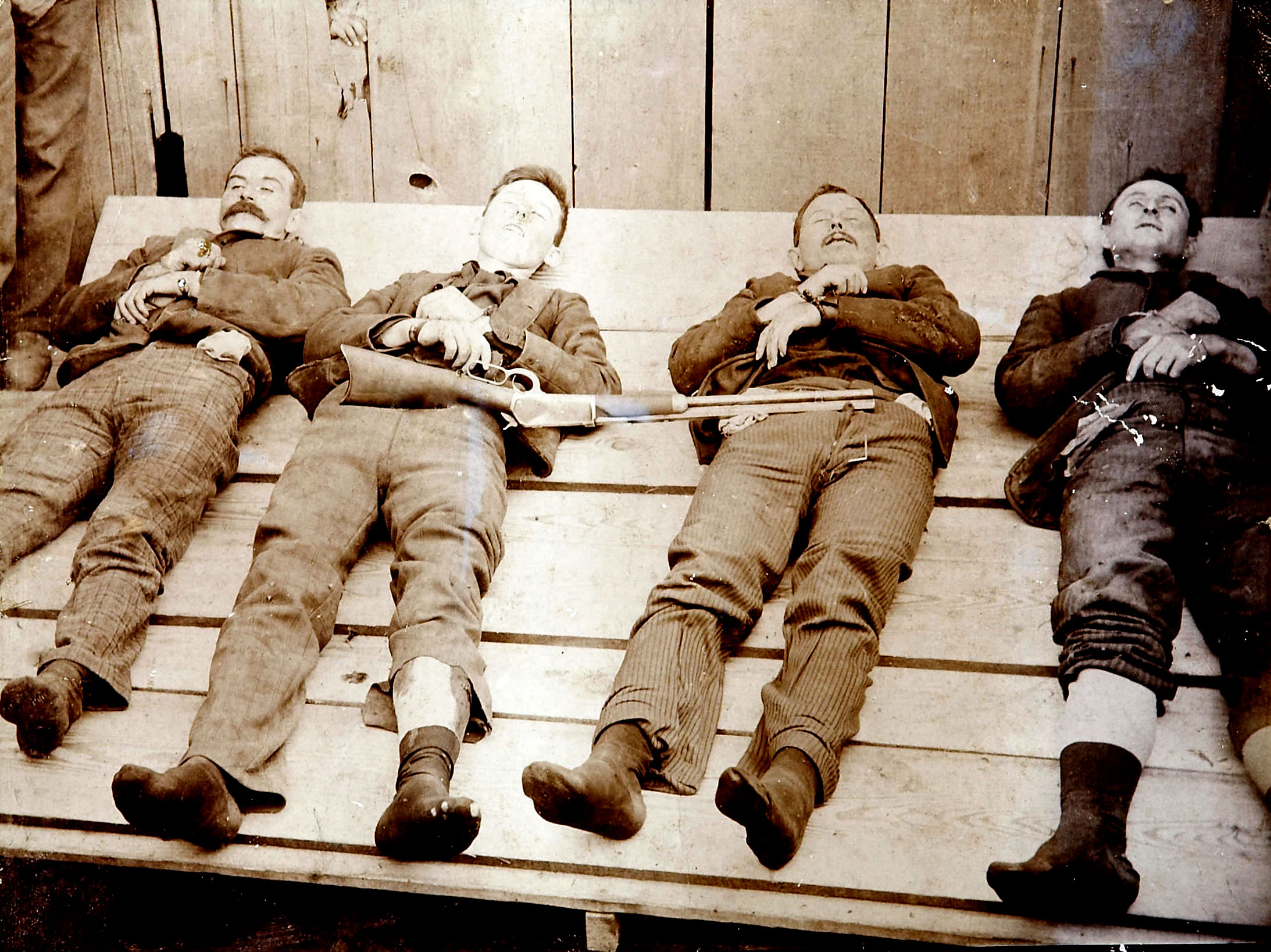
Bob en Grat Dalton, tweede en derde van links.

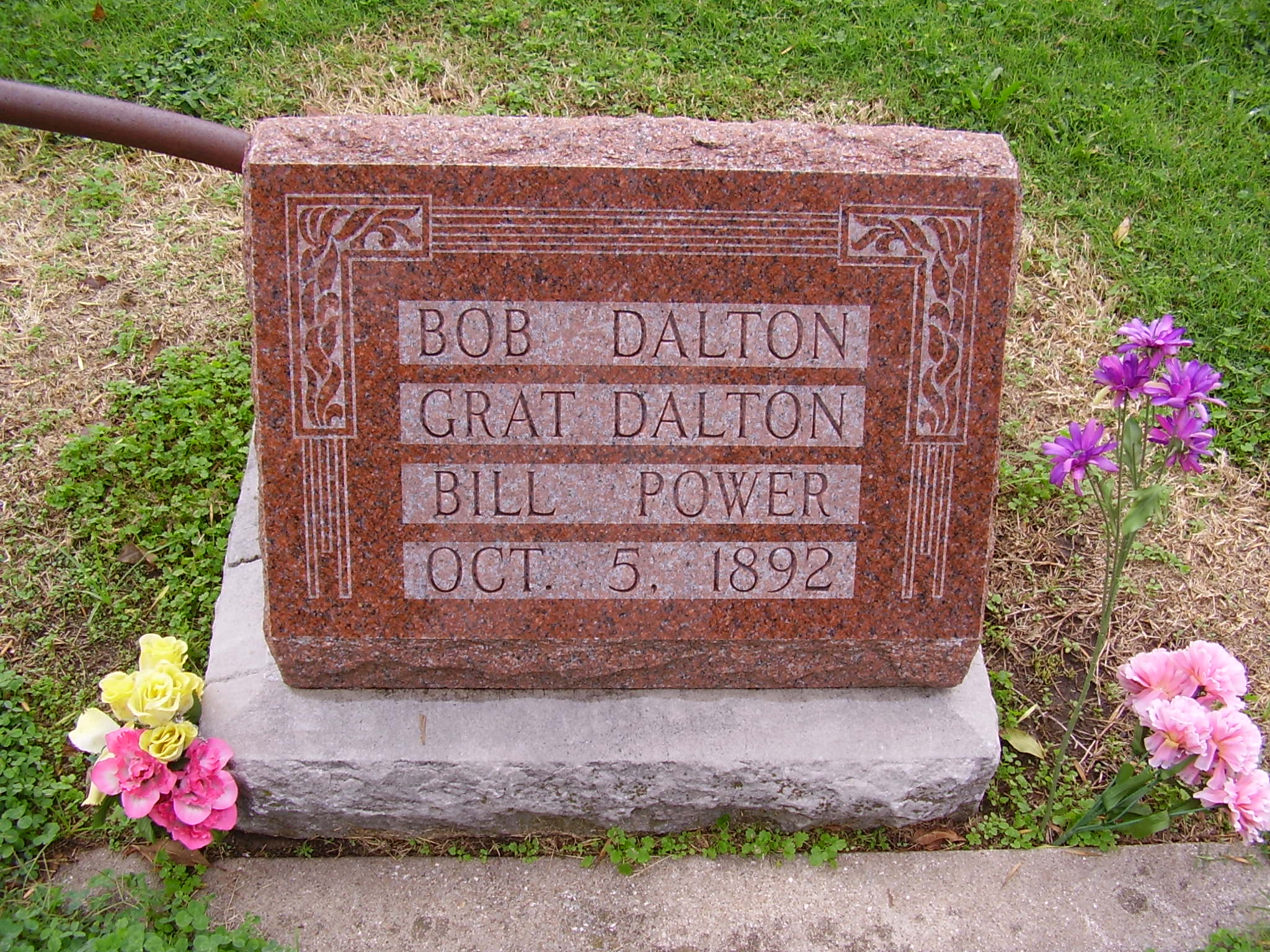
Graf van Bob en Grat Dalton. Ook Bill Power ligt erin begraven.

De Daltons was een bende vogelvrijverklaarden die het Wilde Westen van de Verenigde Staten onveilig maakten in de jaren negentig van de 19e eeuw.
Drie van de vier broers, namelijk Bob, Grat en Emmett, vormden samen met nog een aantal anderen een misdaadbende, met Bob als leider. Na een mislukte overval in Coffeyville op 5 oktober 1892 vonden Bob en Grat de dood en raakte Emmett zwaargewond. Bill Dalton, die tot die tijd geen bandiet was, sloot zich hierna aan bij de overgebleven leden. 
Emmett werd gearresteerd en veroordeeld tot een levenslange gevangenisstraf. Na veertien jaar kwam hij vrij. Hij werd vervolgens makelaar, auteur en acteur. Hij stierf in 1937 op 66-jarige leeftijd. 

## Strip Lucky Luke
De vier Daltons speelden een rol in een van de eerste Lucky Luke-verhalen, maar werden al gauw gedood. In latere verhalen van Lucky Luke werden hun abjecte activiteiten overgenomen door Joe, William, Jack en Averell Dalton, fictieve 'neven' van de beruchte bende. 